# Haus der Blumen

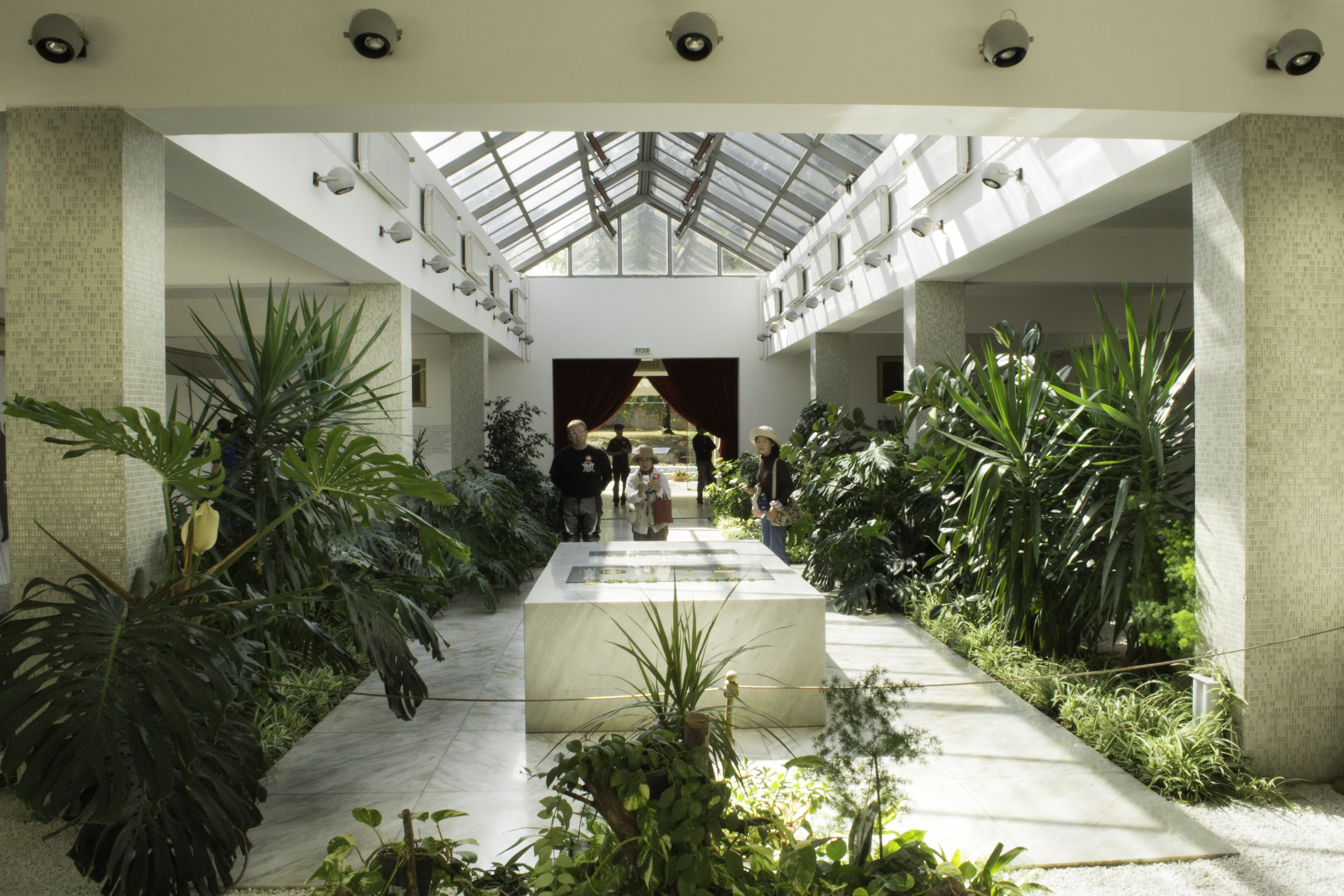
Haus der Blumen

Das Haus der Blumen (bosnisch und kroatisch Kuća cvijeća, serbisch Kuća cveća Кућа цвећа, slowenisch Hiša cvetja, mazedonisch Куќа на цвеќето) ist das Mausoleum des ehemaligen Staatspräsidenten der Sozialistischen Föderativen Republik Jugoslawien, Josip Broz Tito, der am 4. Mai 1980 in Ljubljana verstarb. Das Mausoleum befindet sich im Belgrader Stadtteil Dedinje. Es gehört heute zum Komplex des Museums der Geschichte Jugoslawiens (serbisch Музеј историје Југославије Muzej istorije Jugoslavije).

## Geschichte
Das 1975 errichtete Haus der Blumen war ursprünglich als neue Belgrader Residenz für Tito gedacht, neben jener bevorzugten in Bled (Slowenien) und auf Brijuni (Kroatien), sowie anderen Villen auf dem Gebiet des ehemaligen Jugoslawien. Während des Kosovokrieges 1999 wurde das Gebäude durch eine NATO-Bombe leicht beschädigt, nach dem Sturz von Slobodan Milošević wurde es umfangreich renoviert.
Jährlich wird das Mausoleum von bis zu 20.000 Menschen, vorwiegend aus dem ehemaligen Jugoslawien (Slowenien, Kroatien, Bosnien-Herzegowina, Montenegro, Nordmazedonien, Kosovo und Serbien), sowie von Touristen der ehemaligen Verbündeten – der blockfreien Staaten besucht. Die meisten Besucher kommen am 4. Mai, dem Todestag von Tito.